# Hypericum terrae-firmae
Hypericum terrae-firmae ist eine ausschließlich in Belize heimische Pflanzenart aus der Familie der Johanniskrautgewächse (Hypericaceae).

## Beschreibung
Hypericum terrae-firmae ist ein Strauch oder kleiner Baum, der eine Wuchshöhe zwischen 1 und 2 Metern erreicht. Der orange-braune Stamm ist aufrecht und verästelt sich regelmäßig, pseudo-dichotom oder seitlich, die Internodien sind vier bis sechs Millimeter lang. Der Stamm ist im Querschnitt jung vierkantig, später zylindrisch, ohne korkige Fältelung, die Rinde schält sich in Streifen.
Die ungestielten, nicht umfassend mit dem Stamm verwachsenen, ungekielten Laubblätter stehen verstreut bis annähernd dachziegelartig in vier Reihen und sind vom Stamm her hinfällig ohne vorherige Welke. Die schmal längliche bis schmal elliptische, plane Blattspreite ist 16 bis 30 Millimeter lang und 4 bis 6 Millimeter breit, einfarbig, nicht oder nur schwach blaugrün und papieren bis schwach ledrig, am äußeren Ende ist sie zugespitzt, am Ansatz schmal keilförmig bis annähernd verengt. Sie sind am Ansatz siebennervig mit annähernd parallel verlaufender Nervatur, die Blattdrüsen stehen dicht und schließen bündig mit der Blattoberfläche ab.
Die Blütenstände entspringen pseudo-dichotom ein bis zwei Knoten unterhalb der endständigen Blüten, ein Blütenstiel fehlt oder ist nur sehr kurz. Die sternförmigen Blüten weisen einen Durchmesser von 40 bis 60 mm auf. Die schmal länglichen, spitz zulaufenden Kelchblätter messen 14 bis 22 Millimeter in der Länge und 3 bis 7 Millimeter in der Breite, die je 15 Blattadern verzweigen sich dichotom und netzförmig, die Mittelrippe steht hervor.
Die hellgelben, verkehrt-lanzettlichen Kronblätter sind zwischen 20 und 30 Millimeter lang und 7 bis 12 Millimeter breit. Von den rund 250 Staubblättern sind die längsten 9 bis 11 mm lang. Der schmal eiförmige Fruchtknoten ist zwischen 3 (selten bis 2,5) und 4,5 Millimeter lang und 2 bis 2,5 Millimeter breit, wobei die fünf aufsetzenden, sich zum äußersten Ende hin wegbiegenden Griffel 5 bis 7 Millimeter messen. Die Narbe ist klein. Die Kapselfrüchte sind 8 bis 10 Millimeter lang und 5 bis 7 Millimeter breit, breit eiförmig und kürzer als die Kelchblätter. Die rund 1 Millimeter langen Samen sind schwach bis ungekielt.

## Vorkommen
Hypericum terrae-firmae ist ein Endemit des Staates Belize und kommt dort in den Provinzen Cayo und Belize vor. Er wächst, häufig nahe Fließgewässern, in offenen Kiefern- oder Eichen-Kiefern-Wäldern oder Kiefernsavannen auf Granit in Höhenlagen zwischen 0 und 550 Metern.

## Systematik
Die Art wurde 1924 von Thomas Archibald Sprague und Lawrence Riley erstbeschrieben. Ihr Status als eigene Art wurde von nachfolgenden Autoren lange Zeit angezweifelt und sie wurde stattdessen mit der kubanischen Hypericum styphelioides synonymisiert. Norman Robson widersprach dem 1987 und unterschied sie anhand der Blattform (dünner, länger, zugespitzt, vom Ansatz her verbreitert) sowie den großen Blüten mit längeren, schmal verkehrt-länglichen Kelchblättern.
Innerhalb der Johanniskräuter steht die Art gemeinsam mit Hypericum styphelioides in der Sektion Brathys, Untersektion Styphelioides.

## Nachweise
1. 1 2 3 4 5 6  Norman K. B. Robson: No. 1 Studies in the genus Hypericum L. (Guttiferae) 7. Section 29. Brathys (part 1) in Bulletin of the British Museum, Botany series Vol. 16 1987, British Museum (Natural History) London 1987: Onlinetext Seite 18-20. (engl.)
2. ↑  Paul C. Standley and Louis O. Williams: Flora of Guatemala In: Fieldiana. Botany ; v. 24, pt. 7, no. 1, Chicago Natural History Museum, 1961, S. 51
3. ↑  Preston Adams: Studies in the Guttiferae. II. Taxonomic and distributional observations on North American taxa, In: Rhodora vol. 64, 1962, S. 231–242
4. ↑  hypericum.myspecies.info: Nomenclature | Hypericum online, Zugriff am 16. August 2015